# مشحمية
من الأكلات الشعبية والتقليدية التي تمتاز بها المدن العراقية ومدن شرق سورية مثل دير الزور، ومكوناتها الأساسية العجين واللحم، وقد اشتق أسمها من شحمة الخروف أو الدهن.

## مكوناتها
المكونات الأساسية للمشحمية:
1. لحمة مجرمشة خشنة مع الشحم أو الدهن والأفضل أن تكون لحمة خروف (الضأن).
2. طحين.
3. ملح.
4. بصل.
5. عصفر.
6. كاري هندي.
7. ماء.
8. خميرة.

## طريقة التحضير
يبدأ صنع المشحمية من خلال تجهيز العجينة بخلط الطحين والملح والخميرة بالماء وتترك نصف ساعة، ثم يجهز اللحم مع كمية من الشحم ويفرم إلى قطع صغيرة (خشنة) مع البصل، يضاف بعدها للعجينة ويرش عليها القليل من الملح والعصفر والكاري الهندي، ثم تترك الخلطة نصف ساعة، ثم تخبز في الفرن أو التنور.

## انظر ايضاً
| - مطبخ سوري. - مطبخ عراقي. - الكشك. | - البجارية. - الفورة. |